# Список игровых кинофильмов СССР (1941)
Список завершённых советских игровых полнометражных и короткометражных фильмов 1941 года производства, снятых для коммерческого проката. В списке отсутствуют неигровые и мультипликационные кинофильмы, а также телефильмы и учебные фильмы, не выходившие в прокат.

## Список фильмов
Все фильмы звуковые, обычного формата, односерийные.
| Название (Альтернативное название)                             | Киностудия                                           | Республика          | Цвет  | Частей | Метраж  | Выход в прокат        | Режиссёр                                                                                                | Жанр                          | Примечание |               |
| -------------------------------------------------------------- | ---------------------------------------------------- | ------------------- | ----- | ------ | ------- | --------------------- | --- | ----------------------------- | --- | ------------- |
| Антон Иванович сердится                                        | Ленфильм                                             | Россия              | ч.-б. | 8      | 2140    | 29 августа 1941       | Ивановский Александр                                                                                    | комедия                       | | [ 1 ]         |
| Армянский киноконцерт                                          | Ереванская киностудия                                | Армения             | ч.-б. | 5      | 1148    | 7 ноября 1941         | Бархударян Патвакан                                                                                     | фильм-концерт                 | | [ 2 ]         |
| Богдан Хмельницкий                                             | Киевская киностудия                                  | Украина             | ч.-б. | 12     | 3118,5  | 7 апреля 1941         | Савченко Игорь                                                                                          | исторический                  | | [ 3 ]         |
| Боевой киносборник № 1 (Победа за нами)                        | Мосфильм, Ленфильм, Союздетфильм                     | Россия              | ч.-б. | 4      | 950     | 2 августа 1941        | Арнштам Лео, Герасимов Сергей, Некрасов Евгений, Мутанов Иван, Оленин Александр                         | драма, военный                | Киносборник, состоящий из новелл: «Встреча с Максимом», «Сон в руку», «Трое в воронке».                                                           | [ 4 ]         |
| Боевой киносборник № 2 (Победа за нами)                        | Ленфильм                                             | Россия              | ч.-б. | 7      | 1531    | 11 августа 1941       | Фейнберг Владимир, Эйсымонт Виктор, Червяков Евгений, Раппапорт Герберт, Арнштам Лео, Козинцев Григорий | драма, комедия военный        | Киносборник, состоящий из новелл: «Встреча», «Один из многих», «У старой няни», «Сто за одного», «Случай на телеграфе».                           | [ 5 ]         |
| Боевой киносборник № 3 (Победа за нами)                        | Мосфильм                                             | Россия              | ч.-б. | 6      | 1324    | 22 августа 1941       | Бэйлис Питер, Барнет Борис, Юдин Константин                                                             | драма, военный                | Киносборник, состоящий из новелл: «Английские зенитчики», «Мужество», «Антоша Рыбкин».                                                            | [ 6 ]         |
| Боевой киносборник № 4 (Победа за нами)                        | Мосфильм, Союздетфильм                               | Россия              | ч.-б. | 7      | 1752    | 9 сентября 1941       | Александров Григорий, Фелонов Л., Пронин Василий, Арон Ефим                                             | драма, военный                | Киносборник, состоящий из новелл: «Британский флот», «Патриотка», «Приказ выполнен».                                                              | [ 7 ]         |
| Боевой киносборник № 5 (Победа за нами)                        | Мосфильм, Центральная студия кинохроники             | Россия              | ч.-б. | 6      | 1476    | 2 октября 1941        | Аташева П., Слуцкий Михаил                                                                              | документальная драма, военный | Киносборник, состоящий из новелл: «Лондон не сдаётся», «Наша Москва».                                                                             | [ 8 ]         |
| Боевой киносборник № 6                                         | Мосфильм                                             | Россия              | ч.-б. | 6      | 1265    | 24 ноября 1941        | Сирл Френсис А., Пудовкин Всеволод, Доллер Михаил, Вайншток Владимир                                    | драма, военный                | Киносборник, состоящий из новелл: «Женщины воздушного флота», «Пир в Жирмунке», «Боевая песня о славе русского оружия».                           | [ 9 ]         |
| Боевой киносборник № 7                                         | Союздетфильм                                         | Россия              | ч.-б. | 7      | 2041    | 5 декабря 1941        | Юткевич Сергей, Роу Александр, Альберт Гендельштейн, Альцев Леонид, Перельштейн Рафаил, Минц Клементий  | драма, комедия, военный       | Киносборник, состоящий из новелл: «Ровно в семь», «Эликсир бодрости», «Приёмщик катастроф», «Самый храбрый», «Настоящий патриот», «Белая ворона». | [ 10 ]        |
| Боевой киносборник № 8                                         | Ташкентская киностудия                               | Узбекистан          | ч.-б. | 6      | 1644    | 7 февраля 1942        | Садкович Николай, Луков Леонид                                                                          | драма, военный                | Киносборник, состоящий из новелл: «Ночь над Белградом», «Три танкиста».                                                                           | [ 11 ]        |
| Боксёры                                                        | Одесская киностудия                                  | Украина             | ч.-б. | 7      | 1759    | 7 июля 1941           | Гончуков Владимир                                                                                       | драма                         | | [ 12 ]        |
| В сторожевой будке                                             | Тбилисская киностудия                                | Грузия              | ч.-б. | 2      | 598     | 3 ноября 1941 (Т.)    | Антадзе Диомиде, Джалиашвили Сандро                                                                     | драма, военный                | Выпущен только в республиканский прокат в ГССР.                                                                                                   | [ 13 ]        |
| В тылу врага                                                   | Союздетфильм                                         | Россия              | ч.-б. | 7      | 1702,39 | 14 июля 1941          | Шнейдер Евгений                                                                                         | драма, военный                | | [ 13 ]        |
| В Чёрных горах                                                 | Тбилисская киностудия                                | Грузия              | ч.-б. | 3      | 820     | 3 ноября 1941 (Т.)    | Шенгелая Николай                                                                                        | драма, военный                | Выпущен только в республиканский прокат в ГССР.                                                                                                   | [ 14 ]        |
| Валерий Чкалов                                                 | Ленфильм                                             | Россия              | ч.-б. | 12     | 2783    | 12 марта 1941         | Калатозов Михаил                                                                                        | биография                     | | [ 15 ]        |
| Волшебное зерно                                                | Мосфильм, ЦОКС                                       | Россия              | ч.-б. | 10     | 2370    | 10 апреля 1942        | Кадочников Валентин, Филиппов Фёдор                                                                     | сказка                        | | [ 16 ]        |
| Два друга (Два командира)                                      | Мосфильм                                             | Россия              |       | 7      | ?       | —                     | Брожовский Лев, Шпиркан Дарья, Ишков Лев                                                                | драма, военный                | Не был выпущен в прокат. | [ 17 ]        |
| Девушка с того берега (Застава номер семь)                     | Тбилисская киностудия                                | Грузия              | ч.-б. | 7      | 1808    | 19 апреля 1941        | Эсакия Леонард                                                                                          | драма                         | | [ 18 ]        |
| Дело Артамоновых                                               | Мосфильм                                             | Россия              | ч.-б. | 12     | 2643    | 8 октября 1941        | Рошаль Григорий                                                                                         | драма                         | | [ 19 ]        |
| Дочь моряка                                                    | Одесская киностудия                                  | Украина             | ч.-б. | 8      | 1936    | 10 мая 1942           | Тасин Георгий                                                                                           | драма                         | | [ 20 ]        |
| Каджана                                                        | Тбилисская киностудия                                | Грузия              | ч.-б. | 8      | 1917,29 | 27 мая 1941           | Пипинашвили Константин                                                                                  | драма                         | | [ 21 ]        |
| Как поссорился Иван Иванович с Иваном Никифоровичем (Миргород) | Союздетфильм                                         | Россия              | ч.-б. | 8      | 1915,14 | Август 1941           | Кустов Андрей, Мазур Анисим                                                                             | комедия, драма                | | [ 22 ]        |
| Каугурское восстание                                           | Рижская киностудия, Союздетфильм                     | Латвия, Россия      | ч.-б. | 8      | 2085    | Май 1941              | Пуце Волдемар                                                                                           | исторический, драма           | | [ 23 ]        |
| Киноконцерт 1941 года                                          | Ленфильм                                             | Россия              | ч.-б. | 6      | 1356    | 16 июня 1941          | Менакер Исаак, Минкин Адольф, Раппапорт Герберт, Тимошенко Семён, Цехановский Михаил, Шапиро Михаил     | фильм-концерт                 | | [ 24 ]        |
| Конёк-Горбунок                                                 | Союздетфильм                                         | Россия              | цв.   | 8      | 2175,26 | 31 июля 1941          | Роу Александр                                                                                           | сказка, детский               | | [ 25 ]        |
| Костёр в лесу                                                  | Киевская киностудия,                                 | Украина             | ч.-б. | 2      | 548     | 1941                  | Френкель Лазарь                                                                                         | агитпроп                      | | [ 26 ]        |
| Кровь за кровь                                                 | Арменкино                                            | Армения             | ч.-б. | 2      | 469,22  | 14 октября 1941 (Е.)  | Габриелян Гурген, Самвелян Арам                                                                         | драма, военный                | Выпущен только в республиканский прокат в Армянской ССР.                                                                                          | [ 26 ]        |
| Маскарад                                                       | Ленфильм                                             | Россия              | ч.-б. | 12     | 2739,4  | 16 сентября 1941      | Герасимов Сергей                                                                                        | драма                         | | [ 27 ]        |
| Мать                                                           | Киевская киностудия, Ташкентская киностудия          | Узбекистан          | ч.-б. | 2      | 400     | 18 сентября 1941 (Т.) | Луков Леонид                                                                                            | драма, военный                | Выпущен только в республиканский прокат в УзССР.                                                                                                  | [ 28 ]        |
| Мечта                                                          | Мосфильм                                             | Россия              | ч.-б. | 12     | 2731    | 13 сентября 1943      | Ромм Михаил                                                                                             | драма                         | Не был своевременно выпущен в прокат. | [ 29 ] [ 30 ] |
| Морской ястреб                                                 | Ташкентская киностудия, Одесская киностудия          | Узбекистан          | ч.-б. | 8      | 2058    | 24 января 1942        | Браун Владимир                                                                                          | приключения                   | | [ 31 ]        |
| Мы ждём вас с победой                                          | Мосфильм                                             | Россия              | ч.-б. | 4      | 975     | 30 сентября 1941      | Медведкин Александр, Трауберг Илья                                                                      | фильм-концерт                 | | [ 32 ]        |
| Мы победим                                                     | Ташкентская киностудия                               | Узбекистан          | ч.-б. | 2      | 640     | 1941                  | Ярматов Камиль                                                                                          | агитпроп, военный             | | [ 33 ]        |
| На зов вождя                                                   | Ташкентская киностудия                               | Узбекистан          | ч.-б. | 2      | ?       | 1941                  | Сабитов Загид, Шарапов Александр                                                                        | агитпроп, военный             | | [ 33 ]        |
| Огни Колхиды                                                   | Тбилисская киностудия                                | Узбекистан          | ч.-б. | 9      | 2009    | Октябрь 1941          | Рондели Давид                                                                                           | драма                         | | [ 34 ]        |
| Огонь в лесу                                                   | Ереванская киностудия                                | Армения             | ч.-б. | 2      | 540     | 16 сентября 1941 (Е.) | Мартиросян Амасий                                                                                       | драма, военный                | Выпущен только в республиканский прокат в Армянской ССР.                                                                                          | [ 35 ]        |
| Отважные друзья                                                | Ташкентская киностудия                               | Узбекистан          | ч.-б. | 2      | 503     | 1941                  | Ганиев Наби, Брюнчугин Евгений                                                                          | драма, военный                | | [ 35 ]        |
| Отец и сын (Вагон уходит на заре)                              | Ленфильм                                             | Россия              | ч.-б. | 8      | ?       | —                     | Сергеев Олег, Якушев Сергей                                                                             | драма                         | Не был выпущен в прокат. | [ 36 ]        |
| Парень из тайги                                                | Мосфильм                                             | Россия              | ч.-б. | 9      | 2352    | 12 мая 1941           | Преображенская Ольга, Правов Иван                                                                       | драма                         | | [ 37 ]        |
| Первая конная                                                  | Мосфильм                                             | Россия              | ч.-б. | 10     | ?       | —                     | Дзиган Ефим                                                                                             | драма, военный                | Не был выпущен в прокат. | [ 38 ]        |
| Первопечатник Иван Фёдоров                                     | Союздетфильм                                         | Россия              | ч.-б. | 6      | 1221    | 12 мая 1941           | Левкоев Григорий                                                                                        | биография, исторический       | | [ 39 ]        |
| Песнь о дружбе                                                 | Советская Белорусь                                   | Белоруссия          | ч.-б. | 5      | 1094    | —                     | Сплошнов Сергей, Шапиро Иосиф                                                                           | комедия                       | Не был выпущен в прокат. | [ 40 ] [ 41 ] |
| Подруги, на фронт!                                             | Ленфильм                                             | Россия              | ч.-б. | 1      | 229     | 14 июля 1941          | Эйсымонт Виктор                                                                                         | агитпроп, военный             | В фильм включены фрагменты фильма «Фронтовые подруги».                                                                                            | [ 40 ]        |
| Последняя очередь                                              | Ташкентская киностудия, Одесская киностудия          | Узбекистан, Украина | ч.-б. | 2      | 580     | 1941                  | Тасин Георгий                                                                                           | драма, военный                | | [ 42 ]        |
| Приключения Корзинкиной                                        | Ленфильм                                             | Россия              | ч.-б. | 4      | 1030    | Ноябрь 1941           | Минц Клементий                                                                                          | комедия                       | | [ 43 ]        |
| Прокурор                                                       | Ашхабадская киностудия                               | Туркмения           | ч.-б. | 6      | 1750    | 25 декабря 1941       | Иванов-Барков Евгений, Казачков Борис                                                                   | драма                         | | [ 44 ]        |
| Прохоровна                                                     | Одесская киностудия (на базе Ташкентской киностудии) | Узбекистан          | ч.-б. | 2      | 438     | 1941                  | Юдин Михаил                                                                                             | драма, военный                | | [ 45 ]        |
| Романтики                                                      | Союздетфильм                                         | Россия              | ч.-б. | 8      | 1894,43 | 26 декабря 1941       | Донской Марк                                                                                            | драма                         | | [ 46 ]        |
| С добрым утром                                                 | Тбилисская киностудия                                | Грузия              | ч.-б. | 1      | 97      | 1941                  | Грдзелишвили Котэ                                                                                       | агитпроп, военный             | | [ 46 ]        |
| Сабухи (Человек утра)                                          | Бакинская киностудия                                 | Азербайджан         | ч.-б. | 10     | 2660    | 2 марта 1942          | Бек-Назарян Амбарцум                                                                                    | биография, драма              | | [ 47 ]        |
| Свинарка и пастух                                              | Мосфильм                                             | Россия              | ч.-б. | 11     | 2470    | 7 ноября 1941         | Пырьев Иван                                                                                             | комедия                       | | [ 48 ]        |
| Семья патриотов                                                | Ереванская киностудия                                | Армения             | ч.-б. | 3      | 709     | 1941                  | Карамян Эразм, Сарьян Фаддей                                                                            | драма, военный                | | [ 49 ]        |
| Семья Януш                                                     | Советская Белорусь                                   | Белоруссия          | ч.-б. | 9      | 1987    | —                     | Навроцкий Сигизмунд                                                                                     | драма, военный                | Не был выпущен в прокат. | [ 50 ]        |
| Сердца четырёх                                                 | Мосфильм                                             | Россия              | ч.-б. | 13     | 2569    | 5 января 1945         | Юдин Константин                                                                                         | комедия                       | Не был своевременно выпущен в прокат. | [ 49 ] [ 51 ] |
| Сокровища Ценского ущелья (Мировой парень)                     | Тбилисская киностудия                                | Грузия              | ч.-б. | 7      | 1664,4  | 23 июня 1941          | Беришвили Закарий                                                                                       | приклюяения                   | | [ 52 ]        |
| Старая гвардия                                                 | Ленфильм                                             | Россия              | ч.-б. | 3      | 958     | 1941                  | Герасимов Сергей                                                                                        | драма, военный                | | [ 52 ]        |
| Старый двор                                                    | Союздетфильм                                         | Россия              | ч.-б. | 2      | 593     | 1941                  | Немоляев Владимир                                                                                       | комедия                       | | [ 52 ]        |
| Стебельков в небесах                                           | Ашхабадская киностудия                               | Туркмения           | ч.-б. | 2      | 587     | 1941                  | Юрцев Борис                                                                                             | драма, военный                | | [ 53 ]        |
| Сын Родины                                                     | Бакинская киностудия                                 | Азербайджан         | ч.-б. | 2      | 508     | 14 сентября 1941 (Б.) | Кулиев Ага-Рза                                                                                          | драма, военный                | Выпущен только в республиканский прокат в АзССР.                                                                                                  | [ 53 ]        |
| Таинственный остров                                            | Одесская киностудия                                  | Украина             | ч.-б. | 10     | 2527,26 | 3 мая 1941            | Пенцлин Эдуард                                                                                          | приключения                   | | [ 54 ]        |
| Танкер «Дербент»                                               | Одесская киностудия                                  | Украина             | ч.-б. | 9      | 2397,61 | 9 июня 1941           | Файнциммер Александр                                                                                    | драма                         | | [ 55 ]        |
| Урок советского языка                                          | Ереванская киностудия                                | Армения             | ч.-б. | 3      | 748     | 14 октября 1941 (Е.)  | Ай-Артян Арташес                                                                                        | агитпроп, военный             | Выпущен только в республиканский прокат в Армянской ССР.                                                                                          | [ 56 ]        |
| Узбекский киноконцерт                                          | Ташкентская киностудия                               | Узбекистан          | ч.-б. | 2      | 585     | 14 августа 1941 (Т.)  | Ярматов Камиль, Акзамов Юлдаш, Казаков Сергей                                                           | фильм-концерт                 | Выпущен только в республиканский прокат в УзССР.                                                                                                  | [ 56 ]        |
| Форпост                                                        | Тбилисская киностудия                                | Грузия              | ч.-б. | 2      | 506     | 3 ноября 1941 (Т.)    | Микаберидзе Котэ                                                                                        | драма, военный                | Выпущен только в республиканский прокат в ГССР.                                                                                                   | [ 56 ]        |
| Фронтовые подруги                                              | Ленфильм                                             | Россия              | ч.-б. | 11     | 2592    | 19 мая 1941           | Эйсымонт Виктор                                                                                         | драма, военный                | | [ 57 ]        |
| Цветные киноновеллы                                            | Мосфильм                                             | Россия              | цв.   | 5      | 1342    | 22 августа 1941       | Мачерет Александр                                                                                       | сказка, драма                 | Киносборник, состоящий из новелл: «Свинопас», «Небо и ад».                                                                                        | [ 58 ]        |
| Чапаев с нами                                                  | Ленфильм                                             | Россия              | ч.-б. | 1      | 256     | 31 июля 1941          | Петров Владимир                                                                                         | агитпроп, военный             | | [ 59 ]        |

### Комментарии
1. ↑  Общий руководитель постановки.
2. ↑  Режиссёр новеллы «Встреча с Максимом».
3. ↑  Режиссёр новеллы «Сон в руку».
4. ↑  Режиссёр новеллы «Трое в воронке».
5. ↑  Режиссёр новеллы «Трое в воронке».
6. ↑  Режиссёр новеллы «Встреча».
7. ↑  Режиссёр новеллы «Один из многих».
8. ↑  Режиссёр новеллы «У старой няни».
9. ↑  Режиссёр новеллы «Сто за одного».
10. ↑  Режиссёр новеллы «Случай на телеграфе».
11. ↑  Режиссёр новеллы «Случай на телеграфе».
12. ↑  Режиссёр новеллы «Английские зенитчики».
13. ↑  Режиссёр новеллы «Мужество».
14. ↑  Режиссёр новеллы «Антоша Рыбкин».
15. ↑  Общий руководитель постановки.
16. ↑  Режиссёр-монтажёр новеллы «Британский флот».
17. ↑  Режиссёр новеллы «Патриотка».
18. ↑  Режиссёр новеллы «Приказ выполнен».
19. ↑  Режиссёр-монтажёр новеллы «Лондон не сдаётся».
20. ↑  Режиссёр новеллы «Наша Москва».
21. ↑  Режиссёр новеллы «Женщины воздушного флота».
22. ↑  Режиссёр новеллы «Пир в Жирмунке».
23. ↑  Режиссёр новеллы «Пир в Жирмунке».
24. ↑  Режиссёр новеллы «Боевая песня о славе русского оружия».
25. ↑  Общий руководитель постановки и режиссёр новелл «Эликсир бодрости» и «Белая ворона».
26. ↑  Режиссёр новеллы «Ровно в семь».
27. ↑  Режиссёр новеллы «Ровно в семь».
28. ↑  Режиссёр новеллы «Приёмщик катастроф».
29. ↑  Режиссёр новеллы «Приёмщик катастроф».
30. ↑  Режиссёр новелл «Самый храбрый» и «Настоящий патриот».
31. ↑  Общий руководитель постановки и режиссёр новеллы «Три танкиста».
32. ↑  Режиссёр новеллы «Ночь над Белградом».
33. ↑  Начинала постановку.
34. ↑  В аннотированном каталоге «Советские художественные фильмы» указан 1940 год производства, но в титрах фильма — 1941.
35. ↑  Общий руководитель постановки.